# 치욕
치욕(恥辱)은 수치심과 창피심을 느끼는 감정이다.
치욕은 현재 활발한 연구 주제로, 인간 관계에서 중요하면서도 복잡한 핵심 동력으로 간주되며 개인 내적으로나 개인 간, 기업과 국제 수준에 영향을 미친다.

## 같이 보기
- 비인간화
- 신고식
- 그리스도의 창피
- 조리돌림
- 샤덴프로이데
- 사회 낙인

## 참고 문헌
- Lindner, Evelin, Gender, Humiliation, and Global Security: Dignifying Relationships from Love, Sex, and Parenthood to World Affairs (Contemporary Psychology). Praeger Security International, 2010. ISBN 0-313-35485-5.